# Solomon Duah
Solomon Duah (Kitee, 7 gennaio 1993) è un calciatore finlandese, centrocampista o attaccante del Peimari United.

## Biografia
È in possesso del passaporto ghanese.

## Carriera

### Club
Duah ha iniziato la carriera con la maglia dell'Inter Turku, per cui ha esordito in Veikkausliiga in data 23 ottobre 2010, subentrando a Felix Åkerlund nel pareggio per 1-1 maturato sul campo dell'Honka.
Il 26 luglio 2011 ha debuttato nelle competizioni europee per club, quando ha sostituito Mika Ojala nella sconfitta per 0-5 subita a domicilio contro il Twente, sfida valida per i turni preliminari dell'Europa League. Il 5 agosto successivo ha trovato il primo gol in Veikkausliiga, contribuendo al successo per 0-2 in casa dell'Haka.
Duah è rimasto in forza all'Inter Turku sino al termine del campionato 2016, annata culminata con lo spareggio per non retrocedere disputato contro il TPS, che ha visto prevalere la sua squadra.
L'8 novembre 2016, il KuPS ha reso noto l'ingaggio di Duah, in vista della stagione successiva: il giocatore ha firmato un accordo annuale, con opzione per un'ulteriore stagione. Ha esordito in campionato il 10 aprile 2017, schierato titolare nella sconfitta per 2-0 patita sul campo dell'HJK.
Il 7 marzo 2018, i norvegesi del Levanger hanno reso noto l'ingaggio di Duah, che si è legato al club con un contratto biennale.
Il 5 aprile 2019 ha fatto ritorno in Finlandia, per giocare nel TPS, in Ykkönen.

### Nazionale
Duah ha rappresentato la Finlandia a livello Under-18, Under-19, Under-20 e Under-21.

## Statistiche

### Presenze e reti nei club
Statistiche aggiornate al 7 marzo 2018.
| Stagione           | Club               | Campionato         | Campionato | Campionato | Coppe nazionali | Coppe nazionali | Coppe nazionali | Coppe continentali | Coppe continentali | Coppe continentali | Supercoppe | Supercoppe | Supercoppe | Totale | Totale |
| Stagione           | Club               | Comp               | Pres       | Reti       | Comp            | Pres            | Reti            | Comp               | Pres               | Reti               | Comp       | Pres       | Reti       | Pres   | Reti   |
| ------------------ | ------------------ | ------------------ | ---------- | ---------- | --------------- | --------------- | --------------- | ------------------ | ------------------ | ------------------ | ---------- | ---------- | ---------- | ------ | ------ |
| 2010               | Inter Turku        | VL                 | 1          | 0          | CF+CdL          | ?               | ?               | -                  | -                  | -                  | -          | -          | -          | 1+     | 0+     |
| 2011               | Inter Turku        | VL                 | 1          | 0          | CF+CdL          | 0+3             | 0               | -                  | -                  | -                  | -          | -          | -          | 4      | 0      |
| 2012               | Inter Turku        | VL                 | 15         | 1          | CF+CdL          | 1+3             | 0               | UEL                | 1                  | 0                  | -          | -          | -          | 20     | 1      |
| 2013               | Inter Turku        | VL                 | 24         | 1          | CF+CdL          | 0+5             | 0               | UEL                | 1                  | 0                  | -          | -          | -          | 30     | 1      |
| 2014               | Inter Turku        | VL                 | 24         | 5          | CF+CdL          | 3+4             | 0+1             | -                  | -                  | -                  | -          | -          | -          | 31     | 6      |
| 2015               | Inter Turku        | VL                 | 27         | 5          | CF+CdL          | 4+5             | 1+0             | -                  | -                  | -                  | -          | -          | -          | 36     | 6      |
| 2016               | Inter Turku        | VL                 | 31+2       | 4+0        | CF+CdL          | 1+5             | 0+1             | -                  | -                  | -                  | -          | -          | -          | 39     | 5      |
| Totale Inter Turku | Totale Inter Turku | Totale Inter Turku | 123+2      | 16+0       |                 | 34+             | 3+              |                    | 2                  | 0                  |            | -          | -          | 161+   | 19+    |
| 2017               | KuPS               | VL                 | 15         | 0          | CF+CdL          | 6+0             | 4+0             | -                  | -                  | -                  | -          | -          | -          | 21     | 4      |
| 2018               | Levanger           | 1D                 | 8          | 2          | CN              | 3               | 1               | -                  | -                  | -                  | -          | -          | -          | 11     | 3      |
| 2019               | TPS                | Y                  | 22+2       | 1+1        | CF              | 0               | 0               | -                  | -                  | -                  | -          | -          | -          | 24     | 2      |
| 2020-2021          | Mauerwerk          | RL                 | 0          | 0          | CA              | 0               | 0               | -                  | -                  | -                  | -          | -          | -          | 0      | 0      |
| Totale             | Totale             | Totale             | 168+4      | 19+1       |                 | 43+             | 8+              |                    | 2                  | 0                  |            | -          | -          | 227+   | 29+    |